# Carlo Antonio Napione
Carlo Gerolamo Antonio Maria Galeani Napione, noto semplicemente come Carlo Antonio Napione, portoghesizzato in Carlos Antônio Napion (Torino, 30 ottobre 1756 o 1757 – Rio de Janeiro, 27 giugno 1814), è stato un militare, chimico, mineralogista e metallurgista italiano.

## Biografia
Nacque a Torino, allora capitale del ducato di Savoia, il 30 ottobre 1756 (o 1757) come ultimogenito di Carlo Giuseppe Amedeo Valeriano Napione, conte di Cocconato e membro del Senato piemontese, e Maddalena Maistre, nobildonna di origine provenzale. Alla morte del padre nel 1796 il titolo di conte passò al primogenito, Gian Francesco, mentre a Carlo Antonio spettò il titolo di cavaliere.
Cadetto del Corpo reale d'artiglieria dell'esercito sabaudo nel 1770, frequentò le regie scuole teoriche e pratiche d'artiglieria a Torino, dove sotto gli insegnamenti di Alessandro Papacino D'Antoni e François Graffion si formò in campo minerario, chimico e metallurgico, frequentando i laboratori e visitando le miniere del Regno. Conclusi gli studi conseguì nel 1775 la patente di sottotenente e poi nel 1776 di luogotenente di artiglieria. A partire dal 1779 accompagnò Graffion in diverse visite minerarie in Savoia, Valsesia e Biellese mentre nel 1783 fu incaricato dell'istruzione teorica di sottotenenti ed allievi delle Scuole di artiglieria. Nello stesso anno Vittorio Amedeo III istituì la Reale Accademia delle Scienze di Torino, della quale Napione fu selezionato tra i soci fondatori su proposta del conte Giuseppe Angelo Saluzzo di Monesiglio.
Nel 1784 ottenne la promozione a capitano tenente. Tra i suoi contributi più significativi vi fu l'analisi delle cause dell'esplosione del cannone Tigre, avvenuta presso la scuola nel 1785 e ricondotta a delle imperfezioni nella lega di bronzo di cui era fatto il cannone; grazie al suo approccio innovativo a chimica, mineralogia e metallurgia gli fu assegnata la cattedra di chimica mentre tra il 1787 e il 1790, su proposta di Spirito Benedetto Nicolis di Robilant, compì un viaggio d'istruzione nei principali centri minerari e metallurgici dell'Europa settentrionale tra Italia settentrionale, Carniola, Carinzia, Stiria, Transilvania, Banato, Alta Ungheria, Boemia, Sassonia, Danimarca, Svezia, Regno Unito e Francia e durante questo viaggio frequentò le lezioni di Abraham Gottlob Werner.
Rientrato in Piemonte fu promosso capitano e assegnato all'Arsenale, dove innovò i processi metallurgici e di preparazione delle polveri da sparo; nel 1791 divenne membro del Consiglio delle miniere e nel 1792 fu nominato da Vittorio Amedeo III direttore del laboratorio chimico metallurgico e del museo mineralogico dell'Arsenale, succedendo a Graffion. Nell'ambito dell'occupazione francese di Savoia e Nizzardo, tra il 1792 e il 1793 compì una missione in Italia settentrionale, Austria, Sassonia e Boemia per trattare coi capi militari e i produttori di armi austriaci l'importazione di armi leggere e munizioni necessarie al potenziamento dell'esercito piemontese.
Dopo il trattato di Campoformio fu inviato, in veste non ufficiale, al congresso di Rastatt del 1797 in rappresentanza di Carlo Emanuele IV con l'obiettivo di incontrare Napoleone Bonaparte e sostenere gli interessi sabaudi. Con la conquista francese del Piemonte nel 1798 e la rinuncia al trono da parte di Carlo Emanuele IV, per sospetta complicità con Ferdinando I delle Due Sicilie, Napione rimase a Torino. Il comando dell'artiglieria piemontese fu assunto per breve tempo dai francesi per poi passare nel 1799 agli austriaci; proprio nel 1799 partecipò, in qualità di comandante dell'artiglieria piemontese, alla battaglia di Novi contro i francesi oltre che ai successivi assedi delle cittadelle di Alessandria e Torino.
Nel luglio 1800 espatriò verso il Portogallo, trasferendosi a Lisbona presso la corte del principe reggente Giovanni VI di Braganza su invito di Rodrigo de Souza Coutinho, conte di Linhares e segretario di Stato per la marina nonché già ambasciatore presso la corte sabauda tra il 1779 e il 1796. Fu quindi aggregato al reggimento d'artiglieria della capitale portoghese col grado di tenente colonnello e nel 1801 fu nominato ispettore delle officine dell'Arsenale per riorganizzare le tecniche produttive degli opifici militari portoghesi e le procedure del corpo d'artiglieria. A Lisbona incontrò diversi studiosi del settore, tra cui José Bonifácio de Andrada e Silva, col quale compì ricerche mineralogiche in Estremadura. Promosso colonnello, fu eletto all'Accademia delle scienze di Lisbona.
Con l'occupazione napoleonica del Portogallo si trasferì insieme alla corte in Brasile a Rio de Janeiro, dove fu nominato maresciallo di campo e membro del Consiglio supremo militare e di giustizia. Continuò la sua attenta opera di riorganizzazione dell'artiglieria militare e realizzò presso l'arsenale della capitale brasiliana una fabbrica di polvere da sparo e una fonderia di cannoni, sviluppando inoltre il complesso industriale della laguna Rodrigo de Freitas, dove gli opifici dovettero conciliarsi con l'adiacente giardino botanico. Compì inoltre delle esplorazioni nelle provincie circostanti alla ricerca di giacimento di metalli, individuandone uno di ferro.
Promosso a tenente generale ed insignito della Gran croce dell'Ordine della Torre e della spada, divenne membro del Consiglio reale di guerra nonché primo presidente del comitato di direzione dell'Accademia reale militare di Rio de Janeiro.
Nel 1966 è stato consacrato patrono del Servizio del materiale bellico dell'Esercito brasiliano.

## Opere
- Carlo Antonio Napione, Elementi di mineralogia esposti a norma delle più recenti osservazioni e scoperte dal cav. Carlo Antonio Napione.